# Złącze (elektronika)
Złącze elektroniczne (ang. connector) – zespół połączeniowy składający się z dwóch elementów: wtyku i gniazda. Umożliwia szybkie i bezproblemowe łączenie i rozłączanie dwóch lub więcej obwodów elektronicznych poprzez wetknięcie wtyku do gniazda. Złącze może służyć do przedłużenia linii przez połączenie ze sobą dwóch przewodów. Złącze może być jedno- lub wielostykowe. Potocznie terminem „złącze” często określane jest samo gniazdo (np. złącze procesora, złącze drukarki).

## Budowa

### Parametry fizyczne
Konstrukcja złącz elektronicznych bywa bardzo zróżnicowana. W większości przypadków ma się jednak do czynienia z taką ich budową, w której po połączeniu wtyk lub jego styki mieszczą się w gnieździe. Dla ułatwienia określania strony złącza stosuje się odniesienia do budowy anatomicznej narządów płciowych – gniazda i wtyki określa się jako męskie (ang. male) i żeńskie (ang. female). Zarówno gniazdo, jak i wtyk, mogą być męskie (posiadają styki w postaci bolców lub pinów) bądź żeńskie (posiadają styki w otworach), czyli piny mogą znajdować się we wtyku lub w gnieździe i analogicznie otwory będą znajdować się w gnieździe lub wtyku.
Równolegle stosowane jest też odmienna nomenklatura, zgodnie z którą część złącza posiadająca styki w postaci pinów/bolców nazywana jest wtykiem, zaś część posiadająca styki w postaci otworów, nazywana jest gniazdem. Zgodnie z tą terminologią złącze męskie montowane do obudowy nazywane jest wtykiem do obudowy, zaś złącze żeńskie na kablu, nazywane jest gniazdem na kabel. W takim przypadku styki wtyku zawsze są wkładane w otwory gniazda, nawet jeżeli obydwa elementy złącza zamontowane są na kablach. Zatem „gniazdo na kabel” jest tożsame z „wtykiem żeńskim”, zaś „wtyk do obudowy” z „gniazdem męskim”.
| Wtyk męski i pasujące do niego gniazdo typu żeńskiego |                                       |
|                                                       |                                       |
| Wtyk męski (widoczne 15 pinów)                        | Gniazdo żeńskie (widoczne 15 otworów) |
| Wtyk żeński i pasujące do niego gniazdo typu męskiego |                                       |
|                                                       |                                       |
| Wtyk żeński (widoczne 9 otworów)                      | Gniazdo męskie (widoczne 9 pinów)     |

### Parametry elektroniczne
Idealne złącze to takie, którego impedancja styków jest zbliżona do zera, a izolacja dąży do nieskończoności. Złącza elektroniczne pracują w niskim zakresie napięć (od około 1 do kilkudziesięciu woltów).

### Zastosowania
- połączenia analogowe,
  - sygnałowe audio:
    - monofoniczne,
    - stereofoniczne,

  - sygnałowe wideo:
    - kompozytowe,
    - komponentowe RGB,

  - antenowe,
- połączenia cyfrowe,
  - sygnałowe audio:
    - stereofoniczne,
    - wielokanałowe,

  - sygnałowe wideo,
  - lokalnej transmisja danych,
  - sieciowe.

### Rodzaje
Istnieją setki różnych typów złącz elektronicznych. Zaliczyć do nich można również gniazda (ang. socket), szczeliny (ang. slot) oraz różnego rodzaju zakończenia przewodów.